# Reithrodontomys sumichrasti
Reithrodontomys sumichrasti é uma espécie de roedor da família Cricetidae.
Pode ser encontrada nos seguintes países: Costa Rica, El Salvador, Guatemala, Honduras, México, Nicarágua e Panamá.